# 알파-케토뷰티르산
α-케토뷰티르산(영어: α-ketobutyric acid)은 시성식이 CH3CH2C(O)CO2H 인 유기 화합물이다. α-케토뷰티르산(영어: α-ketobutyric acid), α-케토뷰탄산(영어: α-ketobutanoic acid), 2-옥소뷰티르산(영어: 2-oxobutyric acid), 2-옥소뷰탄산(영어: 2-oxobutanoic acid)이라고도 한다. α-케토뷰티르산은 실온의 바로 위에서 녹는 무색의 고체이다. α-케토뷰티르산의 짝염기인 α-케토뷰티르산염(α-ketobutyrate)은 자연에서(중성 pH 근처) 발견되는 주된 형태이다. α-케토뷰티르산은 시스타티오닌의 분해로 생성된다. 또한 α-케토뷰티르산은 트레오닌 암모니아-분해효소에 의해 생성되며, 아미노산인 트레오닌의 분해 대사의 산물 중 하나이다. α-케토뷰티르산은 또한 메티오닌의 분해 대사 과정에서 호모시스테인의 분해에 의해서도 생성된다.
α-케토뷰티르산은 미토콘드리아 기질로 운반되어 가지사슬 α-케토산 탈수소효소 복합체에 의해 프로피오닐-CoA로 전환된다. 미토콘드리아에서의 추가적인 반응들은 석시닐-CoA를 형성하게 한다. 프로피오닐-CoA는 비오틴을 보조 인자로 사용하는 프로피오닐-CoA 카복실화효소에 의해 D-메틸말로닐-CoA로 전환된다. D-메틸말로닐-CoA는 이어서 미토콘드리아의 메틸말로닐-CoA 에피머화효소에 의해 L-메틸말로닐-CoA로 전환된다. 마지막으로 L-메틸말로닐-CoA는 보조 인자로 아데노실코발라민(조효소 B12)을 사용하는 미토콘드리아의 메틸말로닐-CoA 뮤테이스에 의해 석시닐-CoA로 전환되고, 석시닐-CoA는 시트르산 회로로 들어간다.

## 프랑스의 뱅 존 와인에서 소톨론으로의 전환
뱅 존(Vin jaune)은 α-케토뷰티르산으로부터 소톨론이 형성되는 것으로 특징지어 진다.

## 같이 보기
- 뷰티르산
- 케토뷰티르산
- β-케토뷰티르산